# U-20-Fußball-Afrikameisterschaft 2013
Die U-20-Fußball-Afrikameisterschaft 2013 war die 18. Auflage des vom Afrikanischen Fußballverband (CAF) organisierten Turniers für Junioren-Fußball-Nationalmannschaften (U-20) Afrikas. Das Turnier wurde vom 16. bis 30. März 2013 in Algerien ausgetragen. Sieger wurde Ägypten durch einen Sieg im Elfmeterschießen gegen Ghana. Die beiden Finalisten sowie die unterlegenen Halbfinalisten Nigeria und Mali qualifizierten sich für die U-20-Weltmeisterschaft 2013 in der Türkei.

## Teilnehmer
Die folgenden Mannschaften qualifizierten sich für die Endrunde:
- Ägypten
- Algerien (Gastgeber)
- Benin
- Gabun
- Ghana
- Demokratische Republik Kongo
- Mali
- Nigeria (Titelverteidiger)

## Modus
Die Mannschaften spielten zunächst eine Vorrunde in zwei Gruppen mit je vier Mannschaften. Bei Punktgleichheit entschied der direkte Vergleich über die Platzierung. Die beiden Erstplatzierten jeder Gruppe qualifizierten sich für das Halbfinale. Dort wurde bei Gleichstand eine Verlängerung und ggf. ein Elfmeterschießen ausgetragen.

## Gruppe A
| Pl. | Verein   | Sp. | S | U | N | Tore    | Diff. | Punkte |
| --- | -------- | --- | - | - | - | ------- | ----- | ------ |
| 1.  | Ägypten  | 3   | 3 | 0 | 0 | 004:100 | +3    | 09     |
| 2.  | Ghana    | 3   | 2 | 0 | 1 | 004:200 | +2    | 06     |
| 3.  | Benin    | 3   | 0 | 1 | 2 | 000:200 | −2    | 01     |
| 4.  | Algerien | 3   | 0 | 1 | 2 | 000:300 | −3    | 01     |

## Gruppe B
| Pl. | Verein                       | Sp. | S | U | N | Tore    | Diff. | Punkte |
| --- | ---------------------------- | --- | - | - | - | ------- | ----- | ------ |
| 1.  | Mali                         | 3   | 2 | 0 | 1 | 003:300 | ±0    | 06     |
| 2.  | Nigeria                      | 3   | 2 | 0 | 1 | 004:200 | +2    | 06     |
| 3.  | Gabun                        | 3   | 1 | 1 | 1 | 002:100 | +1    | 04     |
| 4.  | Demokratische Republik Kongo | 3   | 0 | 0 | 3 | 002:500 | −3    | 0      |

## Halbfinale
|         |   |         |                |
| Ägypten | – | Nigeria | 2:0            |
| Mali    | – | Ghana   | 0:0, 2:4 i. E. |

## Spiel um den dritten Platz
|         |   |      |     |
| Nigeria | – | Mali | 2:1 |

## Finale
|               |   |       |                |
| 30. März 2013 |   |       |                |
| Ägypten       | – | Ghana | 1:1, 5:4 i. E. |

Ägypten ging in der vierten Minute durch ein Elfmetertor von Saleh Gomaa in Führung, Ghana glich drei Minuten ebenfalls durch einen Elfmeter von Jeremiah Arkorful aus. Danach fielen keine weiteren Treffer und das Spiel wurde im Elfmeterschießen entschieden, wo Ägypten seinen vierten Titel gewann.

## Weltmeisterschaft
Ägypten, Ghana, Nigeria und Mali qualifizierten sich für die U-20-Weltmeisterschaft 2013 in der Türkei. Dort schied Ägypten als Dritter seiner Vorrundengruppe hinter dem Irak und Chile aus. Ghana erreichte in der Vorrunde hinter Spanien und Frankreich als einer der besten Gruppendritten das Achtelfinale. Nach einem Sieg gegen Portugal erreichte Ghana durch einen weiteren Erfolg über Chile das Halbfinale, unterlag dort aber Frankreich. Im Spiel um den dritten Platz konnte sich Ghana gegen den Irak durchsetzen. Nigeria schloss seine Vorrundengruppe hinter Portugal als Zweiter ab, schied im Achtelfinale gegen Uruguay aus. Mali beendete die Vorrunde hinter Griechenland, Paraguay und Mexiko als Letzter.